# Менчум
Менчум (фр. Menchum) — один из 7 департаментов Северо-Западного региона Камеруна. Находится в северной части региона, занимая площадь в 4 469 км².
Административным центром департамента является город Вум (фр. Wum). Граничит с Нигерией на запале и севере, а также департаментами: Момо (на юге), Манью (на юго-западе), Донга-Мантунг (на северо-востоке), Бойо (на востоке) и Мезам (на юге).

Департамент Менчум на карте Северо-Западного региона

## Административное деление
Департамент Менчум подразделяется на 4 коммуны:
1. Бенакума (фр. Benakuma)
2. Фуру-Ава (фр. Furu-Awa)
3. Вум (фр. Wum)
4. Зоа (фр. Zhoa)